# スリップ・ジグ
スリップ・ジグ（Slip jig）とは、9/8拍子（伝統的に、四分音符 - 八分音符 - 四分音符 - 八分音符 - 付点四分音符）のアイルランド音楽およびアイリッシュ・ダンスの1形式。リール（Reel）、ジグ、ホーンパイプと並ぶ4大アイリッシュ・ステップダンス（Irish stepdance）の1つ。

## 概要
スリップ・ジグはソフト・シューズを履いて踊る。現在では男性も踊るが、昔は女性だけが踊るものだった。スリップ・ジグはかかとをかなり高くし、しとやかに・控えめに踊られ、しばしば「アイリッシュダンスのバレエ」とも呼ばれる。リールやダブル・ジグほど一般的ではないが、スリップ・ジグのケーリー（Céilidh。歌と踊りの集い）もある。
そのタイミングのため、同じ数の小節を演るのに、スリップ・ジグはリールより時間が長い。アイリッシュ・ステップダンスの競技会では、113拍/分のテンポは他のダンスと同じだが、各小節は長く、48小節の代わりにダンサーは40小節（各2.5ステップ）を踊ればいい。ステップダンスの審査は足の滑らせ方、床を滑るように見える優雅な動きが好まれる。
スリップ・ジグのタイミングは、ケーリー・ダンスの中の『Strip the willow』にも使われている。この曲は、ゆったりしたアイリッシュ・ステップダンスの曲と対照的に、ペースが速く生き生きしている。
アイルランド以外で9/8拍子のダンスというと、スコティッシュ・ハイランド・ダンス（Scottish highland dance）の「Scottish Lilt」や、ターキッシュ・ダンス（Turkish dance）のカルシュラマ（Karşılama）がある。